# Benedetto Viale
Benedetto Viale (né vers 1660 à Gênes et mort vers 1749 dans la même ville) est le 144e doge de la république de Gênes et aussi roi de Corse.

## Biographie
Né à Gênes vers 1660, Benedetto Viale commence sa carrière en tant que diplomate, en étant le représentant de la république de Gênes auprès de plusieurs États européens : la couronne d'Aragon, le Saint-Siège à Rome, l'Angleterre, la France et les Pays-Bas.
À son retour à Gênes, il est nommé en 1696 syndic de la Riviera occidentale, puis en 1703 membre de la Rota Criminale et ensuite magistrat de la Guerre, magistrat des changes ou, encore, en 1713, membre de l'Inquisiton d'État.
Loué et apprécié pour sa bonne utilisation et prononciation de la langue, apprise et approfondie lors de ses séjours de diplomate dans la capitale, le Grand Conseil l'élit le 30 septembre 1717 doge de Gênes. En tant que doge, il est également investi de la charge biennale de roi de Corse.
Les annales de Gênes retiennent qu'au cours de son mandat Gênes et la Ligurie ayant été frappées par une grave sécheresse au cours de l'été 1718, Benedetto Viale ordonna le 2 août, de fermer les magasins et les entreprises, de nettoyer les rues et la ville comme pour la célébration annuelle de la Fête-Dieu et d'organiser une procession solennelle en portant les cendres du saint patron de la ville, saint Jean-Baptiste. Quelques jours plus tard tombait du ciel une petite quantité d'eau qui arrosa les champs et les gens : la population manifesta sa joie par des acclamations, et sur ordre du doge chanta un Te Deum d'action de grâces.
Après l'expiration de son mandat le 30 septembre 1719, il remplit probablement d'autres fonctions publiques. Il est mort vers 1749 à Gênes, où il a été enterré dans l'église San Rocco dans le quartier de Granarolo.
De son mariage avec Giovanna D'Aste, il eut un fils unique, Agostino Viale, qui deviendra lui aussi doge de Gênes en 1750.